# Frédéric Dindeleux
Frédéric Dindeleux (Lilla, 16 gennaio 1974) è un ex calciatore francese, di ruolo difensore.

## Biografia
Amico d'infanzia di Antoine Sibierski, che conosce fin dall'età di 8 anni, è stato suo testimone di nozze.

## Carriera
Difensore centrale, durante la sua carriera professionistica veste le maglie di Lilla, Kilmarnock, Zulte Waregem, Ostenda e Deinze. Gioca 593 incontri di campionato segnando 17 gol, vanta inoltre 10 presenze in Coppa UEFA con le maglie di Kilmarnock e Zulte Waregem.

## Palmarès

### Club

#### Competizioni nazionali
- Coupe de Belgique: 1

Zulte Waregem: 2005-2006